# Studenec (Nicov)
Studenec je malá vesnice a část obce Nicov v okrese Prachatice v Jihočeském kraji. Nachází se asi 1,5 kilometru jižně od Nicova. Studenec leží v katastrálním území Studenec u Stach o rozloze 3,37 km². V katastrálním území Studenec u Stach leží i Popelná.

## Historie
První písemná zmínka o vesnici pochází z roku 1790.

## Obyvatelstvo
| Rok            | 1869 | 1880 | 1890 | 1900 | 1910 | 1921 | 1930 | 1950 | 1961 | 1970 | 1980 | 1991 | 2001 | 2011 | 2021 |
| -------------- | ---- | ---- | ---- | ---- | ---- | ---- | ---- | ---- | ---- | ---- | ---- | ---- | ---- | ---- | ---- |
| Počet obyvatel | 92   | 87   | 75   | 84   | 82   | 86   | 74   | 21   | 20   | 17   | 15   | 10   | 9    | 2    | 2    |
| Počet domů     | 11   | 12   | 12   | 10   | 10   | 10   | 10   | 5    | 5    | 4    | 4    | 6    | 6    | 6    | 7    |

## Obecní správa
Při sčítání lidu v letech 1850–1959 Studenec byl osadou obce Nicov, se kterým patřily nejprve do okresu Sušice, ale v roce 1950 v okrese Vimperk. V letech 1960–1992 byl částí obce Stachy v okrese Prachatice. Od 1. ledna 1993 je opět částí obce Nicov v okrese Prachatice.